# Hôtel de Fortis
L'hôtel de Fortis est un hôtel particulier situé au no 16 rue Matheron à Aix-en-Provence.

## Historique
Le bâtiment fut construit vers la fin du XVIIe siècle.

## Architecture
La façade, en pierre de Bibémus et bien conservée, est encadrée dans sa hauteur par deux pilastres à refends, marquant un style épuré et néo-antique, typique du Grand Siècle.

## Informations complémentaires
L'hôtel est divisé en appartements et n'est pas visitable librement.